# Карафуто
Карафуто (яп. 樺太) — в широком смысле, японское название острова Сахалин, переименованного в японском языковом пространстве в 1869 году с подачи Комиссии по освоению земель; в узком смысле, южная часть острова Сахалин, входившая в состав Японской империи с 1905 по 1945 год (в первые годы — 1905—1907 — под военным управлением; с 14 марта 1907 года законодательно оформлена как префектура Карафуто (яп. 樺太廳 карафуто тё)). В 1920—1925 годах Япония оккупировала и северную часть Сахалина, фактически владея Карафуто в широком смысле. В состав префектуры Карафуто входил и остров Монерон площадью около 30 км², имевший японское название Кайбато. Префектура Карафуто имела важное экономическое и стратегическое значение для становления Японской империи. Единственная территория Японии XX века, которой было позволено, за успехи в «интеграции», перейти из разряда «колоний» (гайти) в разряд «собственно японских земель» (найти). Этому предшествовало долгое лоббирование, за которым последовало изменение карт устройства Японской империи в 1943—1944 годы.

## Название
По-айнски Сахалин назывался Крапто или Крафто. По-китайски — Куедао. Японцы приняли за основу туземное название Крафто, которое по-японски звучало как Карафуто. В словах японского языка обычно не встречается несколько согласных подряд, и если японцам приходится иметь дело со словами другого языка, то они вставляют между согласными гласные. Впоследствии же, стремясь полностью японизировать название, они изменили в нём ещё один звук, и остров получил имя Кабафуто.
Название «Карафуто» также ранее использовалось как японское обозначение всего Сахалина, однако в настоящее время чаще используется термин Сахарин (サハリン), происходящий от русского названия острова (ввиду отсутствия в японском языке звука «л» для обозначения его в заимствованных словах служит звук «р», например: Лондон — Рондон и т. п.).

## История
В XVII веке на побережье залива Анива располагалось поселение аборигенов — айнов, — называвшееся Кусункотан (Кусюн-котан, яп. 久春古丹). Вплоть до начала эпохи Мэйдзи (1870-е годы) это название использовалось также и для наименования всего прилегающего побережья острова. В японских источниках говорится, что с 1679 года здесь начали селиться для сезонного рыбного промысла приплывавшие с Хоккайдо (тогда назывался Эдзо) подданные княжества Мацумаэ. Из других айнских селений на территории нынешнего города Корсакова в XIX веке упоминаются Поро-ан-Томари (Томари-Анива; яп. ポロアン泊; 大泊) и Хакка-Томари (Аккатувари; Хахка-Томари; Отомари; яп. ハツコトマリ; ハツコ泊).
Остров изначально получил от японцев название Кита-Эдзо, то есть «Северный Эдзо» (парное к старому имени Хоккайдо; новые японские имена оба острова получили в 1869 году). С 1805 года тут стали появляться первые российские корабли. В 1845 году Япония в одностороннем порядке провозгласила суверенитет над всем островом и Курильскими островами. Однако по Симодскому трактату (1855 год) между Россией и Японией Сахалин был признан их совместным нераздельным владением. С 1869 года, после административных реформ эпохи Мэйдзи, включался Японией в состав провинции Тисима. По Санкт-Петербургскому договору 1875 года Россия получала в собственность остров Сахалин, взамен передавая Японии все Курильские острова севернее Итурупа, остававшиеся до тех пор во владении России. После поражения Российской империи в Русско-японской войне 1904—1905 годов и подписания Портсмутского мирного договора Япония получила Южный Сахалин (остров был разделён на Северный и Южный по 50-й параллели).
В 1907 году на территории Южного Сахалина была образована японская префектура Карафуто (樺太廳, Карафуто-тё:) с центром в посёлке Отомари (大泊町, о: томаритё) — современный Корсаков (см. также историю Корсакова), затем в городе Тоёхара (豊原市 тоёхараси) — современный Южно-Сахалинск. В 1920 году Карафуто был официально присвоен статус внешней японской территории. Управление префектурой и её развитие перешло под эгиду Министерства по делам колоний. 1 апреля 1943 года Карафуто была включена в состав «внутренних земель» (内地, найти).
5 апреля 1945 года Советский Союз денонсировал Пакт о ненападении, проинформировав японское правительство о том, что «в соответствии со статьёй три вышеупомянутого договора, которая предусматривает право на расторжение договора за 1 год до истечения пятилетнего срока действия пакта, Советское правительство делает настоящим известным правительству Японии о своём желании денонсировать Пакт от 13 апреля 1941 года». Формально сам договор оставался в силе до 13 апреля 1946, однако министр иностранных дел СССР заявил, что Советский Союз мог бы вступить в войну с Японией в ближайшее время.
8 августа 1945 года СССР объявил войну Японии и начал наступления на территории Маньчжоу-го, северной Кореи, Курильских островов и южного Сахалина, выполнив свои обещания, данные союзникам на Ялтинской конференции.
10 августа 1945 года шесть советских самолётов впервые осуществили налёт на Хамасигай. 16 августа советский десант высадился на остров в районе Торо, встречая слабое сопротивление местных ополченцев «токусэцу кэйбитай», деморализованных капитуляцией императора.
В результате победы над Японией Советский Союз присоединил Южный Сахалин и все Курильские острова. В 1947 году около 400 000 человек были депортированы в Японию, в основном японцы (в 1945 году их насчитывалось 360 тысяч), частью айны.
В Римско-католической церкви вплоть до 2003 года существовала церковно-административная структура под названием «Апостольская префектура Карафуто», которая распространяла свою юрисдикцию на территорию Южного Сахалина. Апостольская префектура Карафуто входила в состав епархии святого Иосифа в Иркутске, которую возглавлял епископ Ежи Мазур, носивший титул «Ординарий епархии святого Иосифа и Администратор Префектуры Карафуто». Лишь после официальных протестов со стороны России, сопровождавшихся высылкой Ежи Мазура, Апостольская префектура Карафуто была переименована в Южно-Сахалинскую апостольскую префектуру с прямым подчинением Ватикану.

## Экономика
Экономика новообразованного Карафуто развивалась очень динамично, особенно на фоне социальных катаклизмов, охвативших северную часть острова. Учитывая её колониальный статус и периферийное положение, ведущую роль в Карафуто играли разного рода дотации центрального правительства Японии как в области управления, так и по части финансирования доходных статей бюджета губернаторства. Особое внимание уделялось построению прочной финансово-кредитной системы, которое преследовало две цели: стимулировать колонизацию острова и успешно интегрировать его в общеяпонскую экономику (о чём было официально заявлено в 1943 году).
Российский военный корреспондент Ф. П. Купчинский, проникшийся симпатией к японцам ещё в период своего плена у них, так описывает оживлённое освоение Южного Сахалина Японской империей:

Нам остается только восхищаться той жизнью, что кипит теперь на японском Сахалине. Проведены железные дороги там, где непролазные болота мешали и беглому каторжнику пробить себе путь к свободе.
Русские тюрьмы наши и здания поселений и всяких исправительных и карательных учреждений сменились поселками мирных хлебопашцев, которых правительство обставило, возможно, лучше, дав все средства, субсидии, кредиты и проч.
В горах идет разработка руд, ископаемых и минералов. Растут заводы, фабрики. Нарождается правильное лесное хозяйство

## Территория и население

Японская открытка: Русская церковь в селе Лесогорском (Наёсси) префектуры Карафуто. Перед церковью японцы с русскими женщинами и детьми, 1910-е годы

За годы японского правления общая численность жителей Карафуто увеличилась, по данным официальной текущей статистики, с 2,0 до 391,0 тыс. чел., благодаря чему в 1943 году Карафуто утратил свой статус «колонии» и был интегрирован в состав собственно Японии, став «внутренней японской территорией». При этом в период между 1939 по 1945 годы около 40 тысяч корейцев были ввезены японскими властями на южную часть Сахалина для подготовки инфраструктуры острова к войне. К концу войны на юге Сахалина оставалось 47 тысяч человек корейской национальности и не все из них были учтены официальной японской статистикой.

### Административно-территориальное деление
| Муниципалитет                 | Население | Население | Население | Население | Площадь, км² | Плотн. насел, чел./км² (1935) | Урбанизация (1935) |
| Муниципалитет                 | 1920      | 1925      | 1930      | 1935      | Площадь, км² | Плотн. насел, чел./км² (1935) | Урбанизация (1935) |
| Округ Тоёхара 豊原支廳        | 52188     | 101473    | 137217    | 127788    | 9593,5       | 13,3                          | 51,9               |
| 0000000Город Тоёхара 豊原市   | 16416     | 28127     | 39771     | 41719     | 1691,1       | 24,7                          | 68,2               |
| 0000000Уезд Отомари 大泊郡    | 20382     | 42941     | 54914     | 43958     | 3215,4       | 17,1                          | 54,1               |
| 0000000Уезд Рутака 留多加郡   | 5990      | 16464     | 18431     | 17969     | 1627,6       | 11,0                          | 15,9               |
| 0000000Уезд Тоёсакаэ 豊栄郡   | 9400      | 13941     | 24101     | 24142     | 3059,4       | 7,9                           | 46,7               |
| Округ Маока 真岡支庁          | 43243     | 69684     | 82897     | 96248     | 5793,7       | 16,6                          | 49,7               |
| 0000000Уезд Маока 真岡郡      | 23432     | 34807     | 42070     | 49201     | 2490,0       | 19,8                          | 51,7               |
| 0000000Уезд Томариору 泊居郡  | 10653     | 16405     | 22243     | 23824     | 1737,2       | 13,7                          | 37,2               |
| 0000000Уезд Хонто 本斗郡      | 9158      | 18472     | 18584     | 23223     | 1566,5       | 14,8                          | 58,2               |
| Округ Сикука 敷香支庁         | 8392      | 22292     | 48755     | 70705     | 15537,3      | 4,6                           | 49,8               |
| 0000000Уезд Мотодомари 元泊郡 | 3824      | 16087     | 25896     | 26545     | 3120,9       | 8,5                           | 59,3               |
| 0000000Уезд Сикука 敷香郡     | 4568      | 6205      | 22859     | 44160     | 12416,4      | 3,6                           | 44,1               |
| Округ Эсутору 恵須取支庁      | 2076      | 10305     | 26327     | 37208     | 5165,5       | 7,2                           | 59,1               |
| 0000000Уезд Наёси 名好郡      | 2076      | 10305     | 26327     | 37208     | 5165,5       | 7,2                           | 59,1               |
| Префектура Карафуто 樺太庁    | 01058990  | 02037540  | 02951960  | 03319490  | 36090,0      | 9,2                           | 51,6               |

## Административно-территориальное преобразование
По Портсмутскому мирному договору, заключённому 25 августа (5 сентября) 1905 года, территория Южного Сахалина (к югу от 50-го градуса с. ш.), включавшая в себя весь Корсаковский округ и большую часть Александровского Сахалинского отдела, отошла под управление Японии и получила название Карафуто (яп. 樺太).
31 марта 1907 года на этой территории было образовано губернаторство Карафуто (яп. 樺太廳 Карафуто-тё:) с центром в городе Отомари (б. Пост Корсаковский).
В 1908 году административный центр губернаторства был перемещён из Отомари в посёлок (с августа 1915 — город) Тоёхару (б. Владимировка).
К 1945 году губернаторство Карафуто было поделено на 4 округа (яп. 支庁 ситё:), 10 уездов (яп. 郡 гун) и 42 муниципалитета: 1 город (яп. 市 си), 14 посёлков (яп. 町 мати) и 27 сёл (яп. 村 мура).
| \| уезды Карафуто \| № на карте \| муниципалитеты Карафуто \| \| ------------------------ \| ---------- \| --------------------------------------- \| \| Округ Тоёхара 豊原支廳 \| \| \| \| Тоёхара 豊原市 \| 1 \| Тоёхара 豊原市 (Южно-Сахалинск) \| \| Отомари 大泊郡 \| 2 \| Отомари 大泊町 (Корсаков) \| \| Отомари 大泊郡 \| 3 \| Нагахама 長浜村 (Озёрское) \| \| Отомари 大泊郡 \| 4 \| Сирэтоко 知床村 (Новиково) \| \| Отомари 大泊郡 \| 5 \| Титосэ (Санносава) 千歳村 (Третья Падь) \| \| Отомари 大泊郡 \| 6 \| Тобути 遠淵村 (Муравьёво) \| \| Отомари 大泊郡 \| 7 \| Томунай 富内村 (Охотское) \| \| Отомари 大泊郡 \| 8 \| Фуками 深海村 (Пригородное) \| \| Рутака 留多加郡 \| 9 \| Рутака 留多加町 (Анива) \| \| Рутака 留多加郡 \| 10 \| Ноторо 能登呂村 (Кириллово) \| \| Рутака 留多加郡 \| 11 \| Санго 三郷村 (Таранай) \| \| Тоёсакаэ 豊栄郡 \| 12 \| Отиаи 落合町 (Долинск) \| \| Тоёсакаэ 豊栄郡 \| 13 \| Каваками 川上村 (Синегорск) \| \| Тоёсакаэ 豊栄郡 \| 14 \| Сакаэхама 栄浜村 (Стародубское) \| \| Тоёсакаэ 豊栄郡 \| 15 \| Сирануи 白縫村 (Взморье) \| \| Тоёсакаэ 豊栄郡 \| 16 \| Тоёкита 豊北村 (Луговое) \| \| Округ Маока 真岡支廳 \| \| \| \| Маока 真岡郡 \| 17 \| Маока 真岡町 (Холмск) \| \| Маока 真岡郡 \| 18 \| Нода 野田町 (Чехов) \| \| Маока 真岡郡 \| 19 \| Коноторо 小能登呂村 (Костромское) \| \| Маока 真岡郡 \| 20 \| Рандомари 蘭泊村 (Яблочный) \| \| Маока 真岡郡 \| 21 \| Симидзу 清水村 (Чистоводное) \| \| Маока 真岡郡 \| 22 \| Хироти 広地村 (Правда) \| \| Томариору 泊居郡 \| 23 \| Томариору 泊居町 (Томари) \| \| Томариору 泊居郡 \| 24 \| Кусюннай 久春内村 (Ильинский) \| \| Томариору 泊居郡 \| 25 \| Наёри 名寄村 (Пензенское) \| \| Хонто 本斗郡 \| 26 \| Хонто 本斗町 (Невельск) \| \| Хонто 本斗郡 \| 27 \| Найхоро 内幌町 (Горнозаводск) \| \| Хонто 本斗郡 \| 28 \| Кайба 海馬村 (Монерон) \| \| Хонто 本斗郡 \| 29 \| Кони 好仁村 (Шебунино) \| \| Округ Сисука 敷香支廳 \| \| \| \| Мотодомари 元泊郡 \| 30 \| Сирутору 知取町 (Макаров) \| \| Мотодомари 元泊郡 \| 31 \| Мотодомари 元泊村 (Восточный) \| \| Мотодомари 元泊郡 \| 32 \| Хоёри 帆寄村 (Пугачёво) \| \| Сисука 敷香郡 \| 33 \| Сисука 敷香町 (Поронайск) \| \| Сисука 敷香郡 \| 34 \| Найро 内路村 (Гастелло) \| \| Сисука 敷香郡 \| 35 \| Тириэ 散江村 (Котиково) \| \| Сисука 敷香郡 \| 36 \| Томарикиси 泊岸村 (Вахрушев) \| \| Округ Эсутору 恵須取支庁 \| \| \| \| Наёси 名好郡 \| 37 \| Наёси 名好町 (Лесогорск) \| \| Наёси 名好郡 \| 38 \| Нисисакутан 西柵丹村 (Бошняково) \| \| Эсутору 恵須取郡 \| 39 \| Эсутору 恵須取町 (Углегорск) \| \| Эсутору 恵須取郡 \| 40 \| Тиннай 珍内町 (Красногорск) \| \| Эсутору 恵須取郡 \| 41 \| Торо 塔路町 (Шахтёрск) \| \| Эсутору 恵須取郡 \| 42 \| Усиро 鵜城村 (Орлово) \| |            |                                         |
| уезды Карафуто | № на карте | муниципалитеты Карафуто                 |
| Округ Тоёхара 豊原支廳 |            |                                         |
| Тоёхара 豊原市 | 1          | Тоёхара 豊原市 (Южно-Сахалинск)         |
| Отомари 大泊郡 | 2          | Отомари 大泊町 (Корсаков)               |
| Отомари 大泊郡 | 3          | Нагахама 長浜村 (Озёрское)              |
| Отомари 大泊郡 | 4          | Сирэтоко 知床村 (Новиково)              |
| Отомари 大泊郡 | 5          | Титосэ (Санносава) 千歳村 (Третья Падь) |
| Отомари 大泊郡 | 6          | Тобути 遠淵村 (Муравьёво)               |
| Отомари 大泊郡 | 7          | Томунай 富内村 (Охотское)               |
| Отомари 大泊郡 | 8          | Фуками 深海村 (Пригородное)             |
| Рутака 留多加郡 | 9          | Рутака 留多加町 (Анива)                 |
| Рутака 留多加郡 | 10         | Ноторо 能登呂村 (Кириллово)             |
| Рутака 留多加郡 | 11         | Санго 三郷村 (Таранай)                  |
| Тоёсакаэ 豊栄郡 | 12         | Отиаи 落合町 (Долинск)                  |
| Тоёсакаэ 豊栄郡 | 13         | Каваками 川上村 (Синегорск)             |
| Тоёсакаэ 豊栄郡 | 14         | Сакаэхама 栄浜村 (Стародубское)         |
| Тоёсакаэ 豊栄郡 | 15         | Сирануи 白縫村 (Взморье)                |
| Тоёсакаэ 豊栄郡 | 16         | Тоёкита 豊北村 (Луговое)                |
| Округ Маока 真岡支廳 |            |                                         |
| Маока 真岡郡 | 17         | Маока 真岡町 (Холмск)                   |
| Маока 真岡郡 | 18         | Нода 野田町 (Чехов)                     |
| Маока 真岡郡 | 19         | Коноторо 小能登呂村 (Костромское)       |
| Маока 真岡郡 | 20         | Рандомари 蘭泊村 (Яблочный)             |
| Маока 真岡郡 | 21         | Симидзу 清水村 (Чистоводное)            |
| Маока 真岡郡 | 22         | Хироти 広地村 (Правда)                  |
| Томариору 泊居郡 | 23         | Томариору 泊居町 (Томари)               |
| Томариору 泊居郡 | 24         | Кусюннай 久春内村 (Ильинский)           |
| Томариору 泊居郡 | 25         | Наёри 名寄村 (Пензенское)               |
| Хонто 本斗郡 | 26         | Хонто 本斗町 (Невельск)                 |
| Хонто 本斗郡 | 27         | Найхоро 内幌町 (Горнозаводск)           |
| Хонто 本斗郡 | 28         | Кайба 海馬村 (Монерон)                  |
| Хонто 本斗郡 | 29         | Кони 好仁村 (Шебунино)                  |
| Округ Сисука 敷香支廳 |            |                                         |
| Мотодомари 元泊郡 | 30         | Сирутору 知取町 (Макаров)               |
| Мотодомари 元泊郡 | 31         | Мотодомари 元泊村 (Восточный)           |
| Мотодомари 元泊郡 | 32         | Хоёри 帆寄村 (Пугачёво)                 |
| Сисука 敷香郡 | 33         | Сисука 敷香町 (Поронайск)               |
| Сисука 敷香郡 | 34         | Найро 内路村 (Гастелло)                 |
| Сисука 敷香郡 | 35         | Тириэ 散江村 (Котиково)                 |
| Сисука 敷香郡 | 36         | Томарикиси 泊岸村 (Вахрушев)            |
| Округ Эсутору 恵須取支庁 |            |                                         |
| Наёси 名好郡 | 37         | Наёси 名好町 (Лесогорск)                |
| Наёси 名好郡 | 38         | Нисисакутан 西柵丹村 (Бошняково)        |
| Эсутору 恵須取郡 | 39         | Эсутору 恵須取町 (Углегорск)            |
| Эсутору 恵須取郡 | 40         | Тиннай 珍内町 (Красногорск)             |
| Эсутору 恵須取郡 | 41         | Торо 塔路町 (Шахтёрск)                  |
| Эсутору 恵須取郡 | 42         | Усиро 鵜城村 (Орлово)                   |

## Населённые пункты
Ниже представлена сводная таблица данных по крупным населённым пунктам губернаторства.
| № в 1935 | Японское название | Русское название | 1925  | 1935  |
| -------- | ----------------- | ---------------- | ----- | ----- |
| 1        | Тоёхара           | Южно-Сахалинск   | 15280 | 28459 |
| 2        | Отомари           | Корсаков         | 24676 | 23789 |
| 3        | Сикука            | Поронайск        | 1373  | 19463 |
| 4        | Маока             | Холмск           | 12184 | 18906 |
| 5        | Эсутору           | Углегорск        | 5732  | 18767 |
| 6        | Сиритору          | Макаров          | 9400  | 15735 |
| 7        | Отиай             | Долинск          | 5956  | 11269 |
| 8        | Томариору         | Томари           | 6061  | 8865  |
| 9        | Хонто             | Невельск         | 4950  | 6869  |
| 10       | Найхоро           | Горнозаводск     | 2767  | 6646  |
| 11       | Нода              | Чехов            | 4742  | 6533  |
| 12       | Тайхэй            | Ударный          |       | 4250  |
| 13       | Рандомари         | Яблочный         | 2510  | 3946  |
| 14       | Камисикука        | Леонидово        | 86    | 3587  |
| 15       | Ниитой            | Новое            | 749   | 3238  |
| 16       | Касихо            | Заозёрное        | 262   | 3224  |
| 17       | Тиннай            | Красногорск      | 1540  | 3218  |
| 18       | Камиэсутору       | Краснополье      |       | 3166  |
| 19       | Оямомбэцу         | Новиково         | 1291  | 3135  |
| 20       | Найро             | Гастелло         | 1289  | 3115  |
| 21       | Наёси             | Лесогорск        | 498   | 3085  |
| 22       | Каваками          | Синегорск        | 2397  | 2967  |
| 23       | Футамата          | Чапланово        | 2024  | 2875  |
| 24       | Рутака            | Анива            | 2410  | 2861  |
| 25       | Кетон             | Смирных          | 19    | 2835  |
| 26       | Сираура           | Взморье          | 954   | 2744  |
| 27       | Тараннай          | Таранай          | 2358  | 2635  |
| 28       | Куссюнай          | Ильинский        | 1467  | 2618  |
| 29       | Тобути            | Муравьёво        | 1076  | 2509  |
| 30       | Око               | Ясноморский      | 1248  | 2438  |
| 31       | Найкава           | Тихменево        |       | 2303  |
| 32       | Мототомари        | Восточный        |       | 2303  |
| 33       | Нагахама          | Озёрский         | 1210  | 2160  |
| 34       | Томаригиси        | Лермонтовка      | 1119  | 1986  |
| 35       | Кураси            | Байково          | 836   | 1938  |
| 36       | Усиро             | Орлово           | 1134  | 1883  |
| 37       | Сакаэхама         | Стародубское     | 2353  | 1837  |
| 38       | Оходомари         | Зырянское        | 1071  | 1754  |
| 39       | Осака             | Пятиречье        | 918   | 1737  |
| 40       | Магунтан          | Пугачёво         | 1698  | 1643  |
| 41       | Китаэнкотан       | Поречье          | 826   | 1629  |
| 42       | Хироти            | Правда           | 978   | 1621  |
| 43       | Отэ               | Новосёлово       | 1852  | 1608  |
| 44       | Санносава         | Третья Падь      | 1414  | 1597  |
| 45       | Наёри             | Пензенское       | 1684  | 1490  |
| 46       | Кайдзука          | Соловьёвка       | 1238  | 1474  |
| 47       | Айхама            | Советское        | 823   | 1432  |
| 48       | Одасаму           | Фирсово          | 154   | 1413  |
| 49       | Томунай           | Охотское         | 3091  | 1378  |
| 50       | Отихо             | Лесное           | 1999  | 1364  |
| 51       | Хоэ               | Буюклы           | 226   | 1330  |
| 52       | Намикава          | Троицкое         | 958   | 1280  |
| 53       | Минаминаёси       | Шебунино         | 2277  | 1276  |
| 54       | Тобуцу            | Красноярское     | 915   | 1062  |
| 55       | Симидзу           | Чистоводное      | 1098  | 1031  |

## Список губернаторов Карафуто
| Фамилия, имя       | Начало полномочий | Окончание полномочий |
| ------------------ | ----------------- | -------------------- |
| Кумагай, Киитиро   | 28 июля 1905      | 31 марта 1907        |
| Кусуносэ Юкихико   | 1 апреля 1907     | 24 апреля 1908       |
| Токонами Такэдзиро | 24 апреля 1908    | 12 июня 1908         |
| Хираока Садатаро   | 12 июня 1908      | 5 июня 1914          |
| Бундзи Окада       | 5 июня 1914       | 9 октября 1916       |
| Акира Масая        | 13 октября 1916   | 17 апреля 1919       |
| Киндзиро Нагай     | 17 апреля 1919    | 11 июня 1924         |
| Акира Масая        | 11 июня 1924      | 5 августа 1926       |
| Кацудзо Тоёта      | 5 августа 1926    | 27 июля 1927         |
| Кодзи Кита         | 27 июля 1927      | 9 июля 1929          |
| Синобу Агата       | 9 июля 1929       | 17 декабря 1931      |
| Масао Кисимото     | 17 декабря 1931   | 5 июля 1932          |
| Такэси Имамура     | 5 июля 1932       | 7 мая 1938           |
| Мунэй Тосикадзу    | 7 мая 1938        | 9 апреля 1940        |
| Масаёси Огава      | 9 апреля 1940     | 1 июля 1943          |
| Тосио Оцу          | 1 июля 1943       | 11 ноября 1947       |